# Carnamah
Carnamah is een plaats in de regio Mid West in West-Australië.

## Geschiedenis
De Amangu Aborigines leefden in de streek ten tijde van de Europese kolonisatie.
Toen de Europese kolonisten zich buiten de kolonie aan de rivier de Swan begonnen te vestigen, gebeurde dat vooral op de Victoria Plains en langs de rivier Irwin. Pas in 1861 nam een Schotse migrant, Duncan Macpherson, een aantal pastorale leases op in de streek, om er zijn schapen periodiek te laten grazen. James Nairn vestigde zich er tegen 1866 en begon het 'Noolooloo Station'. Macpherson vestigde zich er in 1868 ook, eerst aan de 'Yarra Yarra Lakes' en later aan 'Carnamah Springs'. Daar bouwde hij een stenen hofstede en ontwikkelde er het Carnamah Station. Op het station werkten vooral voorwaardelijk vrijgestelde gevangenen (En: ticket-of-leave), Chinezen en Aborigines.
In 1874 bereikte een telegraaflijn het Carnamah Station en in 1894 de 'Midland Railway'. Er werd een spoorwegstation gebouwd dat Carnamah werd genoemd naar de waterbron en het landbouwstation. Beide pioniersfamilies, de Nairns en de Macphersons, dienden grote delen land af te staan aan de spoorwegmaatschappij die de spoorweg had aangelegd. Tegen 1910 vestigden zich meer landbouwers in de streek. Ze deden vooral aan extensieve veeteelt tot Arthur Darling in 1915 het eerste graan zaaide. In 1912 werd er een staatsschooltje opgericht en het jaar erna werd het plaatsje Carnamah officieel gesticht. De naam is van oorsprong ofwel Aborigines waarbij de betekenis onbekend is ofwel Keltisch waardoor het "runderrotsen" of "rundersteenhoop" zou betekenen. De spoorwegmaatschappij, 'Midland Railway Company', die de spoorweg had aangelegd in ruil voor het land eromheen, begon dat land te verkavelen. Er vestigden zich migranten op 160 hectare grote boerderijen.
Na de Eerste Wereldoorlog werden middels Soldier Settlement Schemes een 40-tal ex-soldaten op nieuwe boerderijen in de streek gevestigd. Op 17 februari 1921 werd een gemeenschapshuis geopend, de Carnamah Town Hall. Carnamah werd op het telefoonnetwerk aangesloten in 1923. In 1924 werden een hotel, een bakkerij en een winkel gebouwd. Later kwam er ook een beenhouwerij, een theehuis en een garage. De graanproductie deed het goed waardoor de 'Midland Railway Company' erin slaagde haar resterende land te verkopen met als gevolg dat Carnamah bleef groeien. Tegen 1930 had het dorp 5 winkels, 3 theehuizen, een hotel, een pension, een postkantoor, een tandarts, een dokter, een kleermaker, een dierenarts, een ziekenhuis, een apotheker, een advocaat, een boekhouder, een timmerman, 4 garages, 2 kerken, een krantenwinkel, 2 banken, een kapper, een barbier, 2 beenhouwers, verscheidene handelaars en een energiecentrale. Enkele jaren later kreeg het ook nog een politiekantoor en een eigen krant.
De crisis van de jaren 30 zorgde echter voor een daling van de graanprijzen en vele boeren verlieten hun boerderijen. De overblijvende boerderijen werden groter en de mechanisering zette zich in waardoor het bevolkingsaantal begon te krimpen. In 1932 werd beslist langs de spoorweg twee graanliften te plaatsen om graan in bulk te kunnen transporteren. Tegen het einde van de jaren 1930 had het dorp geen dokter, geen dierenarts, geen kleermaker, geen tandarts, geen advocaat, geen pension en geen ziekenhuis meer. Bij het uitbreken van de Tweede Wereldoorlog werd in Carnamah een militie gevormd. Een groot aantal mannen mannen en 9 vrouwen gingen in dienst en velen zouden niet meer terugkeren met een tekort aan arbeidskrachten tot gevolg. Na de oorlog werden weer ex-soldaten in de streek gevestigd.

## Beschrijving
Carnamah is het administratieve en dienstencentrum van de Shire of Carnamah. De belangrijkste economische sector in het district is de landbouw, voornamelijk de schapen- en graanteelt. Carnamah is een verzamel- en ophaalpunt voor de oogst van de graanproducenten uit de streek die bij de Co-operative Bulk Handling Group aangesloten zijn.
In 2021 telde Carnamah 407 inwoners, tegenover 496 in 2006.
Carnamah heeft een zwembad, een bibliotheek en een districtsschool.

## Toerisme
Carnamah heeft een toerismekantoor waar men informatie kan vinden over onder meer:
- het Carnamah Museum, een streekmuseum
- de Macpherson Homestead, de hofstede van de familie Macpherson uit de jaren 1860
- een wandeling over Macpherson Street, met informatiepanelen bij en over het plaatselijke erfgoed
- de Yarra Yarra Lakes Lookout, een uitkijkpunt met uitzicht over de zoutmeren
- de Midlands Route, een toeristische autoroute om van juli tot september wilde bloemen te bekijken

## Transport
Carnamah ligt 307 kilometer ten noorden van Perth, 179 kilometer ten zuidoosten van Geraldton en 119 kilometer ten noorden van Moora; langs de Midlands Road, het oude traject van de Brand Highway die Perth met Geraldton verbindt. De N2 busdienst van Transwa tussen Geraldton en Perth via Moora stopt in Carnamah.
Carnamah ligt langs het spoorwegnetwerk van Arc Infrastructure. Er maken enkel goederentreinen gebruik van het spoorwegnetwerk in de Mid West.

## Klimaat
Carnamah kent een warm steppeklimaat, BSh volgens de klimaatclassificatie van Köppen. De gemiddelde jaarlijkse temperatuur bedraagt er 19,4 °C. De gemiddelde jaarlijkse neerslag ligt rond 380 mm.

## Galerij

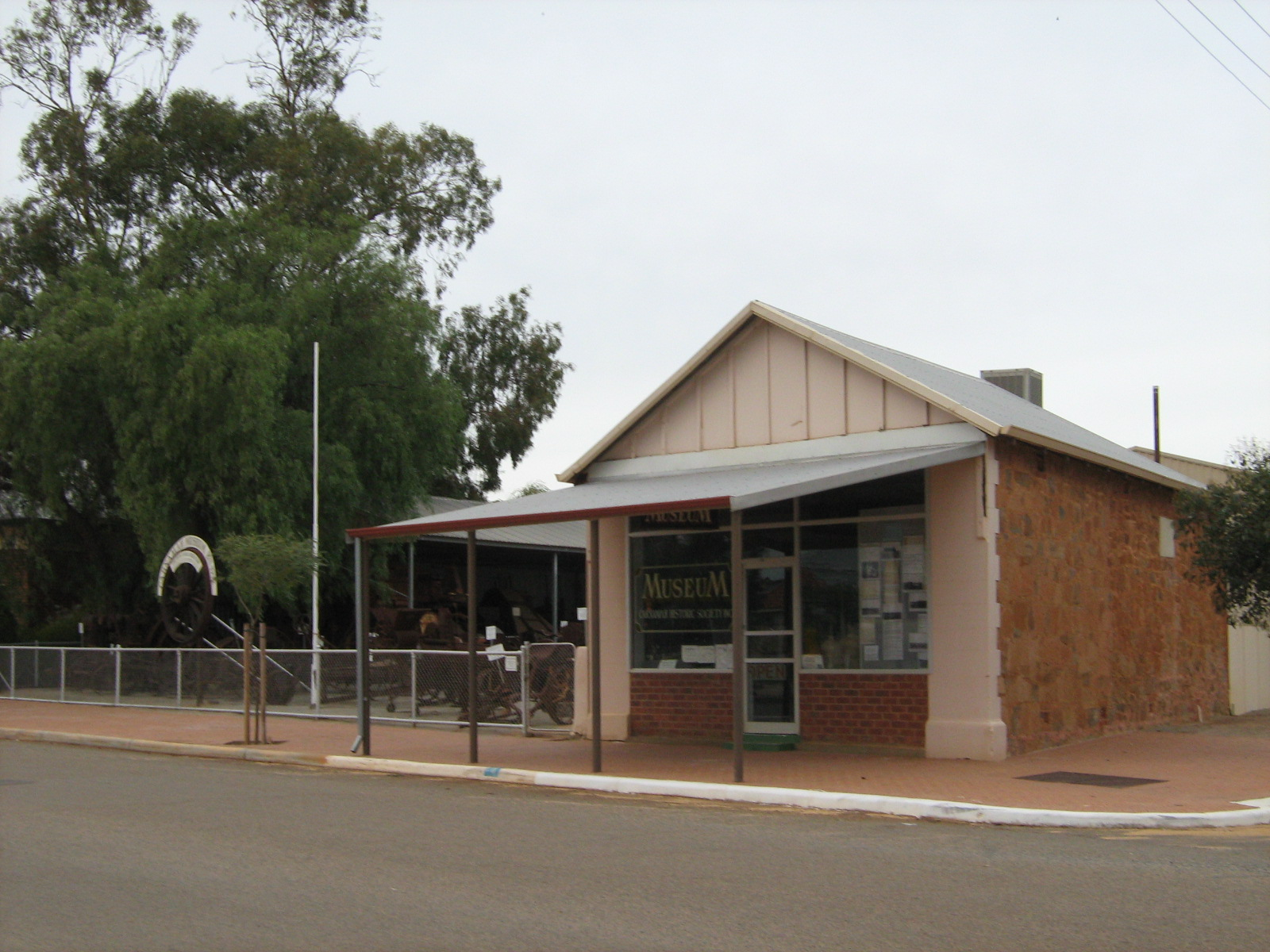
Carnamah Museum
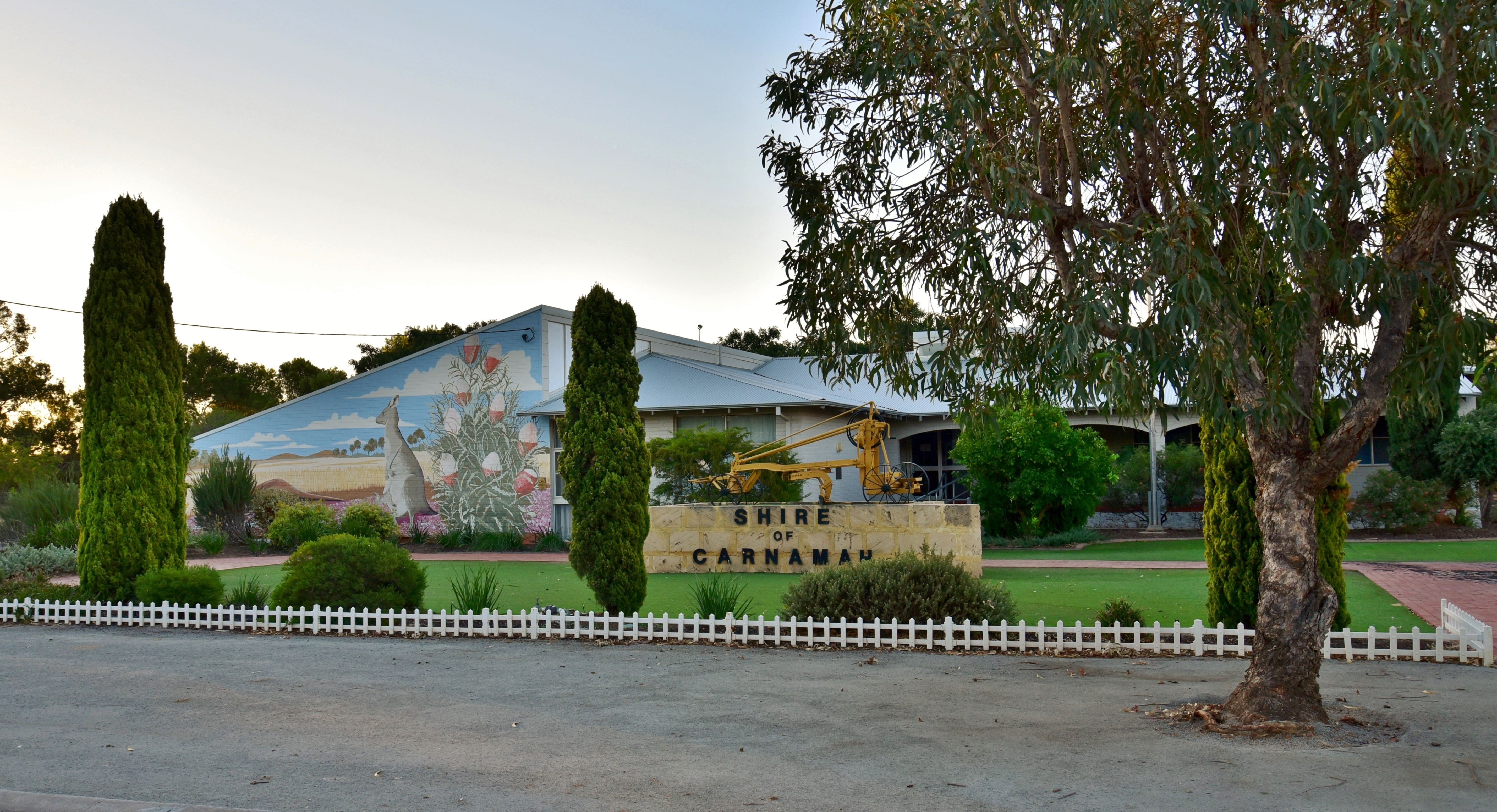
kantoren Shire of Carnamah
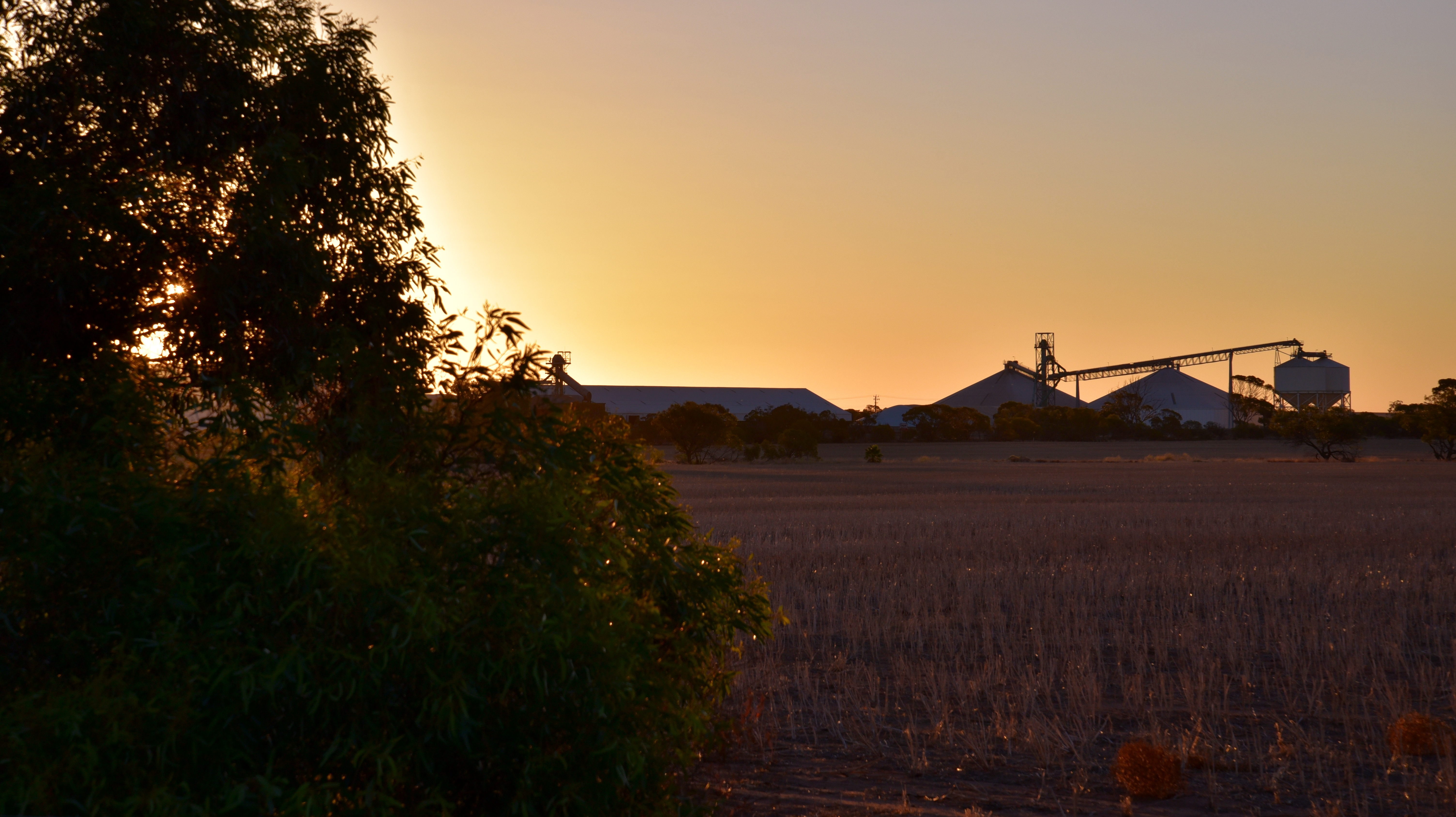
graanoverslag CBH Group
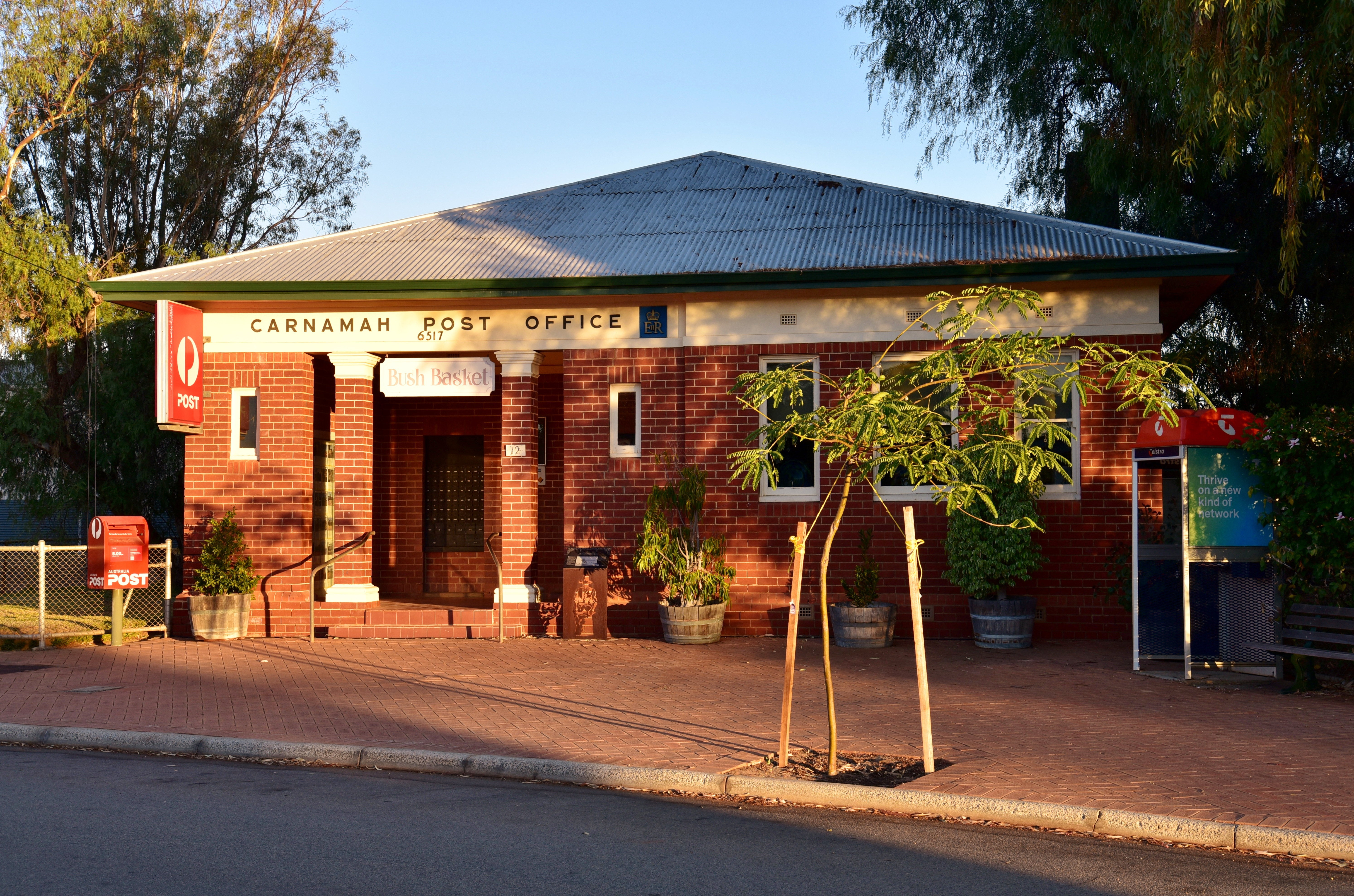
postkantoor
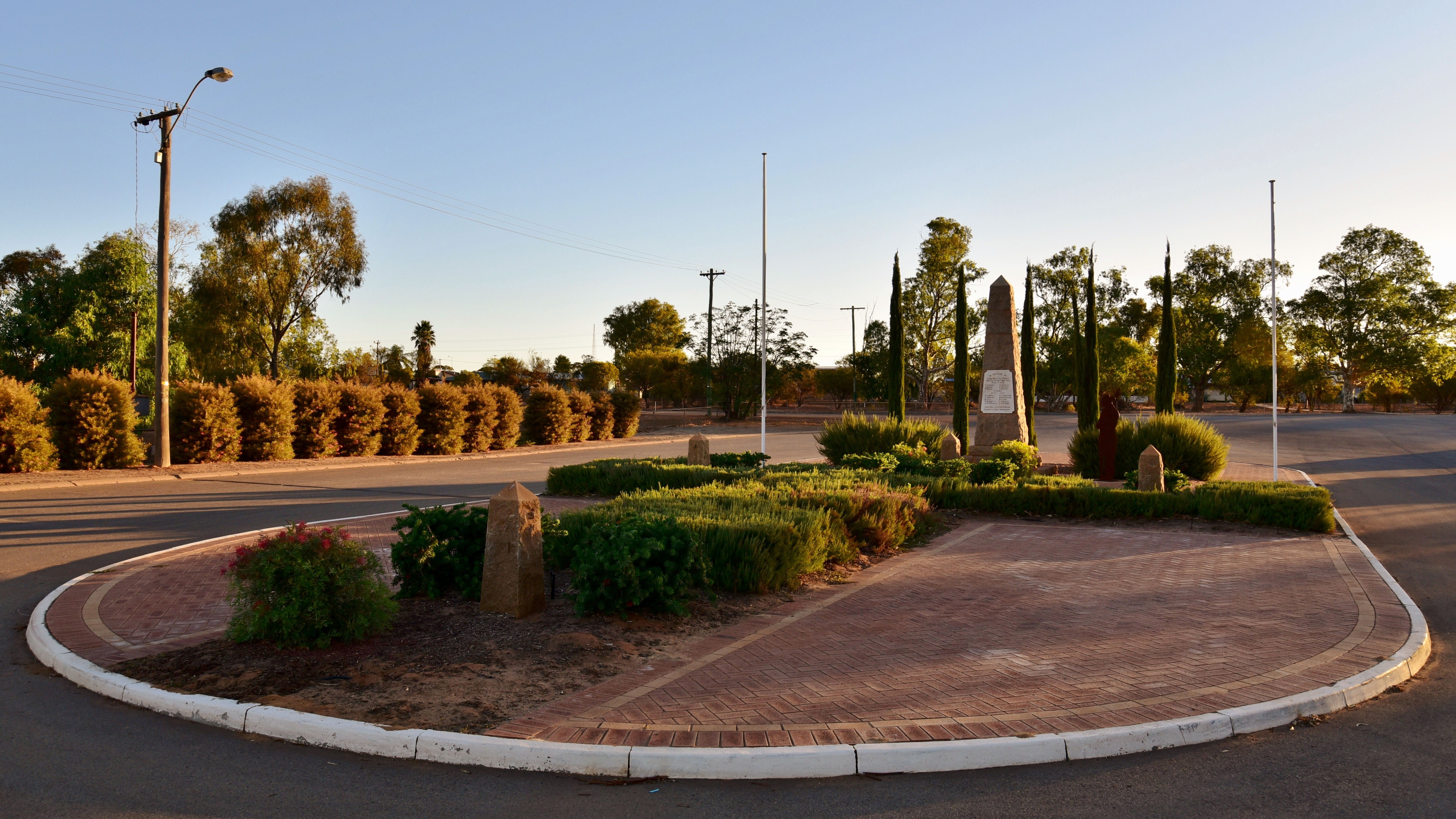
oorlogsmonument

Abbotts · Ajana · Alma · Arrino · Arrowsmith · Austin · Big Bell · Binnu · Boogardie · Bowgada · Bunjil · Canna · Cape Burney · Carnamah · Caron · Coorow · Cuddingwarra · Cue · Day Dawn · Dongara · Drummond Cove · East Bowes · Eneabba · Eradu · Gabanintha · Geraldton · Green Head · Greenough · Gunyidi · Gutha · Horseshoe · Horrocks · Howatharra · Isseka · Kalbarri · Karalundi · Kojarena · Koolanooka · Kumarina · Latham · Leeman · Lennonville · Lynton · Mainland · Marchagee · Maya · Meekatharra · Merkanooka · Mingenew · Minnenooka · Moonyoonooka · Morawa · Mount Erin · Mount Magnet · Mullewa · Nabawa · Nangetty · Nannine · Nanson · Naraling · Narngulu · Narra Tarra · Northampton · Oakajee · Ogilvie · Paynes Find · Peak Hill · Paynesville · Perenjori · Pindar · Pintharuka · Porlell · Port Denison · Port Gregory · Protheroe · Reedy · Rothsay · Sandstone · Tardun · Tenindewa · Three Springs · Tuckanarra · Waggrakine · Walkaway · Warriedar · Whelarra · Wicherina · Wiluna · Winchester · Yalgoo · Yandanooka · Youanmi · Yoweragabbie · Yuna